# Diplodus sargus kotschyi
Diplodus sargus kotschyi es una subespecie de peces de la familia Sparidae en el orden de los Perciformes.

## Morfología
• Los machos pueden llegar alcanzar los 30 cm de longitud total.

## Distribución geográfica
Se encuentra en las  costas occidentales del Océano Índico (Golfo Pérsico y norte de la India ).